# Спицевка (река)

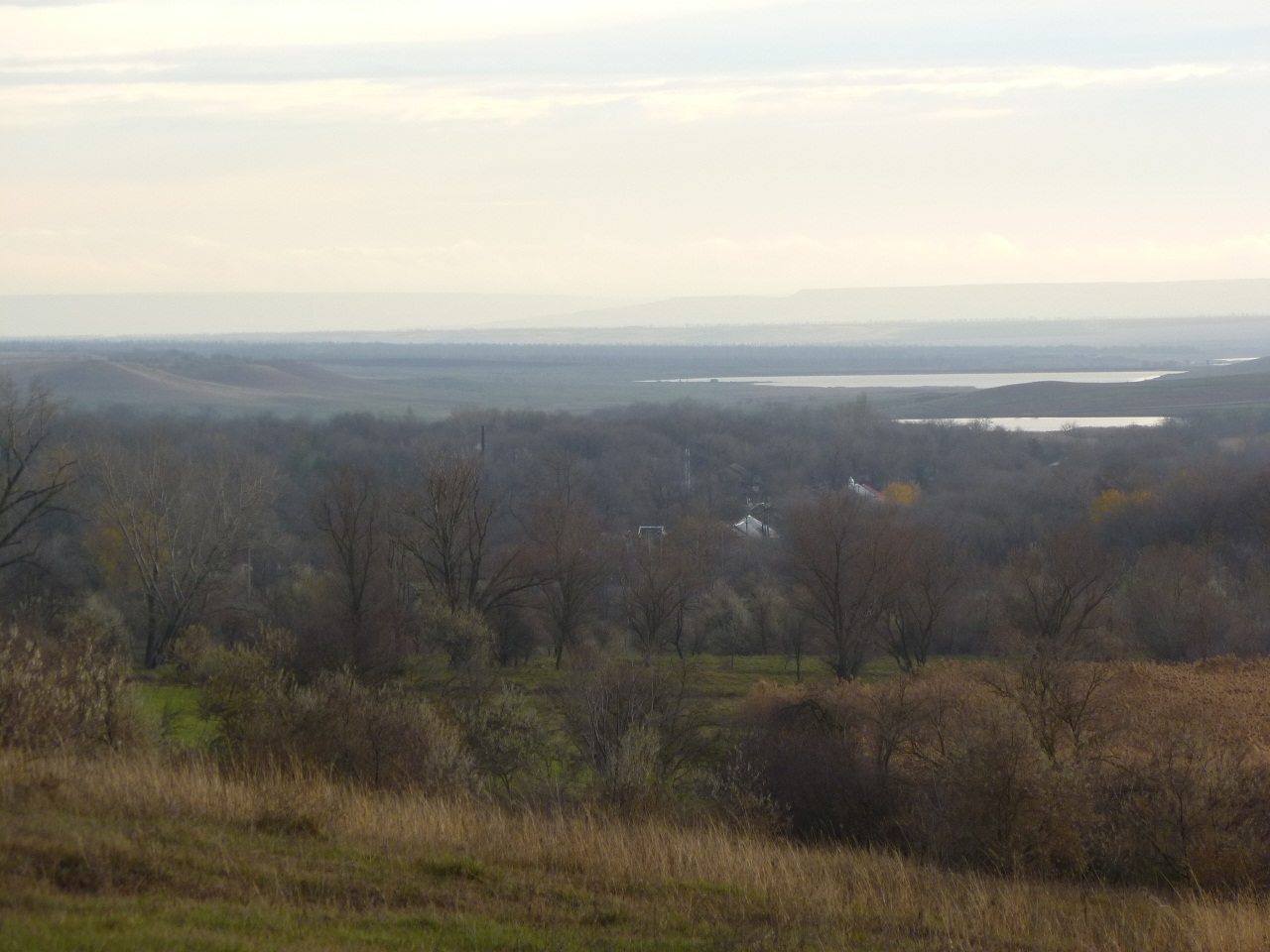
Долина реки

Спи́цевка — река в Ставропольском крае в Грачёвском районе. Длина реки — 14 км. Площадь водосборного бассейна — 66,5 км².
Истоком реки Спицевки являются родники в лесном массиве между сёлами Красное и Спицевка. Является левым притоком реки Горькой, впадает в неё на 22-м километре западнее хутора Новоспицевский, на высоте 188 метров над уровнем моря. На реке с помощью нескольких плотин организовано семь прудов.

## Населённые пункты на реке
- село Спицевка